# Crotalaria praetexta
Crotalaria praetexta är en ärtväxtart som beskrevs av Roger Marcus Polhill. Crotalaria praetexta ingår i släktet sunnhampor, och familjen ärtväxter. Inga underarter finns listade i Catalogue of Life.